# São Gabriel da Cachoeira
São Gabriel da Cachoeira es un municipio de Brasil situado en el estado de Amazonas. Según el censo de 2022, tiene una población de 51 795 habitantes.
Parte de su territorio está incluido en el parque nacional del Pico da Neblina.
Debido a su situación geográfica está considerado "Área de Seguridad Nacional", por lo que cuenta con una importante guarnición militar.
La mayoría de sus habitantes (el 85%) pertenecen a diversas etnias indígenas. Es el municipio con mayor concentración de diferentes etnias indígenas del país.
En el año 2002 una ley municipal declaró cooficiales con el portugués los idiomas nhengatu, tucano y baniwa.

## Historia
En 1657 los jesuitas establecieron en la desembocadura del río Tarumã una aldea indígena. Con la posterior expulsión de los jesuitas del Amazonas, el pueblo quedó abandonado.
En 1668 el franciscano Frei Teodósio y el capitán Pedro da Costa Favela fundaron un nuevo asentamiento a orillas del río Negro, cerca de la desembocadura del río Aruím. En los últimos años del siglo XVII varios otros pueblos fueron creados por religiosos que catequizaban a los indios.
La Villa y Fuerte de São Gabriel da Cachoeira fue fundada en 1761 por el capitán portugués José da Silva Delgado. En 1833 la villa fue elevada a la categoría de parroquia, con el mismo nombre, aun dependiendo de Barcelos.
En 1891 la localidad fue separada de Barcelos, constituyéndose el municipio de São Gabriel do Rio Negro.
En 1930 el municipio se disolvió, pasando a formar parte, junto a Barcelos, del municipio de Moura, pero en 1935 se restableció definitivamente con el nombre de São Gabriel da Cachoeira con la reconstitucionalización del estado de Amazonas. Tres años después, en 1938, fue elevado a la categoría de ciudad.
En 1943 el municipio recibió un nuevo nombre, "Uaupés", que se mantuvo hasta 1966, en que recuperó su denominación original.

## Economía
La economía del municipio se basa en la agricultura de subsistencia. Se cultivan la yuca, el plátano, la piña, el açaí, el limón, entre otros.

## Tierras indígenas
Las tierras indígenas cubren alrededor del 80% del territorio municipal.
En 2010, fueron censados en el municipio 29.017 indígenas de etnias Tucano, Arawak y Makú, el 77% de la población. Las tierras indígenas reconocidas y los porcentajes de cada una de ellas que están en el municipio son:
- Alto Río Negro (92% en el municipio, 67,77% del área municipal)
- Balaio (100% en el municipio, 2,36% del área municipal)
- Cué Cué/Marabitanas (100% en el municipio, 7,24% del área municipal)
- Médio Río Negro I (63% en el municipio, 10,33% del área municipal)
- Médio Río Negro II (84% en el municipio, 2,45% del área municipal)
- Río Tea (20% en el municipio, 0,77% del área municipal)
- Yanomami (0,73% en el municipio, 0,65% del área municipal)

Las Tierras Indígenas Cué-Cué/Marabitanas y Balaio se sobreponen al parque nacional del Pico da Neblina, gestionado por el Instituto Chico Mendes. La Reserva Biológica Estadual del Morro de los Seis Lagos está totalmente sobrepuesta a la Tierra Indígena Balaio y al Parque.